# 클리퍼드 기어츠
클리퍼드 제임스 기어츠(영어: Clifford James Geertz, 1926년 8월 23일 ~ 2006년 10월 30일)는 상징 인류학의 발전에 큰 지지과 영향을 준 미국의 인류학자이며, 미국에서 30년 동안 가장 영향력있는 문화 인류학자이다. 그는 프린스턴 고등연구소에서 활동하였다. 상징 인류학이란 공적인 의미를 세우는데 있어서 상징들의 역할에 우선적으로 주목하는 하나의 뼈대 같은 것이다. 문화의 해석은 그의 유명한 작품이다.